# 塞奇·达林
塞奇·阿列克谢耶维奇·达林（俄语：Сергей Алексеевич Далин，1902年4月19日—1985年）苏联历史学家、经济学家、汉学家和美国研究学者。生于科夫諾省克雷廷加，1919年加入俄国共产党（布尔什维克），1921年作为代表参加共产国际第三次代表大会并当选远东书记处成员，1922年作为少共国际驻华代表参加中国社会主义青年团第一次全国代表大会，并做了《国际帝国主义与中国及中国社会主义青年团》的主旨报告。曾在莫斯科中山大学任教。1930年至1934年就读于苏联科学院世界经济与世界政治学院，获博士学位，论文关于美国经济，20年代至30年代积极参与亚细亚生产方式的讨论。1936年9月被捕并接受劳改，1956年平反获释，后就职于世界经济与国际关系学院。

## 作品
- 中国回忆录1921年至1927年 （页面存档备份，存于）